# Zapatoca
Zapatoca  es un municipio del departamento de Santander, Colombia, forma parte de la provincia Metropolitana. Posee dos centros poblados: La Fuente y La Plazuela.

## Toponimia
El nombre de "Zapatoca" viene del idioma de los aborígenes colombianos, por cuya semántica se descompone así: Za, que significa "sin", pa es "padre", y toca, "en lo alto del río"; o sea: "Sin padre" —o 'sepultura del padre'— en lo alto del río".  Allí se han encontrado varias sepulturas indígenas, entre las cuales pudo estar la de un gran cacique o señor guane. Sepultura en el pensamiento étnico implica descanso eterno, y en su caso sin noche como luz; esto relacionado con el descanso del padre entonces puede deducirse como “la luz del padre en lo alto del río”, ya que la sabiduría del padre siempre será la luz que cobije a las generaciones.
Otra interpretación puede indicar que Zapa, significa 'Jefe' (forma original de Zipa) y Toca, en lo alto del río.

## Historia
Desde tiempos precolombinos el territorio de la actual Zapatoca fue habitado por familias del pueblo guane dedicadas a la agricultura de especies como el maíz, el algodón y el tabaco, la caza y la pesca. Dadas las barreras geográficas de los cañones de los ríos Saravita (Suárez) Chicamocha y Sogamoso, permanecieron en un relativo aislamiento aunque mantuvieron periódicas relaciones de intercambio con sus vecinos de Barichara y las comunidades de los yariguíes ubicadas al occidente de su territorio. Su existencia en esta región de climas variados y saludables se vio interrumpida por los conquistadores españoles que a nombre de sus reyes se repartieron el territorio en las llamadas "encomiendas" obligando a los primitivos zapatocas a tributar a los conquistadores bajo severas condiciones de explotación.
Luego de cien años dominación colonial el aumento de la población y la actividad agropecuaria justificaron ante las autoridades virreinales el establecimiento de un sitio de recaudo de tributos y administración independiente por lo que este municipio fue fundado el 13 de octubre de 1743 por el presbítero Francisco Basilio de Benavides y Melchor de la Prada junto con colonos de origen español e indígenas. Durante la época virreinal gozó de gran prosperidad debido a la actividad mercantil ya que fue el primer punto de penetración desde la provincia del Socorro hacia el valle del río Magdalena. En el año 1988 inicia la descentralización administrativa en Colombia siendo elegido el ingeniero Hernán Agredo Acevedo como primer alcalde popular del municipio, quien sería elegido nuevamente en otros periodos. 
El desarrollo de las actividades agrícolas y el transporte de mercaderías desde el interior del país hasta el valle del Magdalena hicieron de Zapatoca paso obligado de cargueros y recuas de mulas con productos de exportación e importación. Por esta vía salían hacia diferentes regiones las famosas telas del Socorro, como también tabaco, quina, cacao, azúcar, cueros, sombreros y otros productos que se enviaban la costa norte del país y Europa. Inversamente por el mismo camino llegaban productos europeos como telas, ropas, vino, harina y herramientas.
Como en toda la América española la agricultura y el comercio de Zapatoca se vieron fuertemente afectados por la asfixiante cantidad de impuestos que la monarquía de los Borbones había creado, pues su principal interés en estas tierras era obtener la mayor cantidad de riquezas para sostener a la Corte. Por lo que los zapatocas, al igual que toda la región del Socorro, se levantaron en 1781 en el movimiento comunero, reprimido cruelmente. Es a partir de estas fechas que el nombre de Zapatoca se vincula a la lucha por la independencia, pudiéndose afirmar que a partir de 1810 hijos de esta tierra participaron en toda la campaña libertadora. 
Aquí se instaló el empresario alemán Geo von Lengerke,  apodado "El Káiser", quien comandó, a mediados del siglo XIX, a un grupo de cien alemanes que se establecieron en tierras santandereanas, la mayoría en Zapatoca, quienes traían consigo innovaciones técnicas que influyeron en el desarrollo agrícola y comercial de la región. Trajeron el primer trapiche de vapor, dos centrifugadoras de azúcar y un alambique para producir alcohol, también de vapor.
Con una moderna visión comercial, Lengerke contrató la construcción de caminos financiados por el Estado de Santander a cambio de grandes extensiones de tierra y peajes que le reportarían enormes ganancias. Lo que no estuvo en sus cálculos es que las tierras recibidas alrededor del camino al Magdalena estaban habitadas por las comunidades yariguíes que vieron cómo miles de buscadores de quina, tagua y caucho penetraban en su territorio robando frecuentemente sus cosechas, lo que desató una guerra en la que perecieron indígenas, colonos y empleados alemanes, quedando interrumpido el comercio por dicho camino.
Al citado conflicto se sumó la caída en los precios mundiales de la quina, ya que mientras en Santander se dedicaron a extraerla de la selva, europeos en Asia establecieron grandes plantaciones más económicas y productivas. El señor Lengerke cayó en la ruina, los alemanes emigraron al resto del departamento y Zapatoca quedó aislada del comercio mundial.

## Geografía
La ciudad de Zapatoca —conocida como "La ciudad del clima de seda" o "La ciudad levítica"— se encuentra ubicada en el centro del departamento de Santander, al suroccidente de la capital del departamento. Zapatoca se encuentra a 52 kilómetros del municipio de Girón, de los cuales 45 se encuentran pavimentados y en estado aceptable, mientras que los otros 7 están n regular estado; durante el recorrido se atraviesa parte del cañón del río Sogamoso, que toma este nombre después que se han unido los ríos Suárez y Chicamocha; y es común encontrarse con piñas, cabros y tunas. Zapatoca se halla recostada en un valle que los fundadores llamaron "El llano de las flores", a una altitud de 1737 metros sobre el nivel del mar. Limita al norte con Betulia y Girón; al oriente con Girón y Los Santos; por el sur con Galán y, por el occidente con San Vicente del Chucurí. 
|                                | Norte: Girón, Betulia |                         |
| Oeste: San Vicente del Chucurí |                       | Este: Girón, Los Santos |
|                                | Sur: Galán            |                         |

### Uso del suelo
El suelo en Zapatoca debe constituirse en un elemento de conservación ambiental del territorio, tanto en el sector urbano como en el suelo rural. Las condiciones que se establezcan en el Proyecto de Conservación de la Serranía de los Yariguíes deberán ser un lineamiento para establecer las estrategias de uso. El valor de cada reserva forestal, zona verde y área de espacio público se incrementa con su integración. El sistema orográfico corresponde entonces a suelos de protección urbano y rural y zonas de amenazas y riesgos naturales, sobre las cuales deben restringirse las actuaciones municipales para la ubicación de asentamientos poblacionales, redes, infraestructuras, equipamientos comunales y sistemas de producción. Constituye zonas de montañas con pendientes fuertes en las cuales se han presentado (o pueden presentarse) fenómenos de erosión por la deforestación y el establecimiento de población no planificada.

### Climatología
En la ciudad se goza de un clima de 20 grados centígrados, un "clima de seda", templado y fresco. Quienes quieran aterirse de frío deben ascender a la parte más alta de la cordillera de los Yariguíes, y si prefieren un frío agradable lo hallarán en las serranías de San Javier, Pablo Blanco y en la Cuchilla de San Pablo. Los amigos del clima cálido que desciendan al Coscal, Las Lagunetas y Chocoa, en las hondonadas del Suaréz y del Sogamoso, o a los corregimientos de La Plazuela y La Fuente. En los demás sitios el termómetro marca un clima medio. Zapatoca disfruta así de todos los climas, apropiados para toda clase de cultivos.
| Parámetros climáticos promedio de Zapatoca                                          | Parámetros climáticos promedio de Zapatoca | Parámetros climáticos promedio de Zapatoca | Parámetros climáticos promedio de Zapatoca | Parámetros climáticos promedio de Zapatoca | Parámetros climáticos promedio de Zapatoca | Parámetros climáticos promedio de Zapatoca | Parámetros climáticos promedio de Zapatoca | Parámetros climáticos promedio de Zapatoca | Parámetros climáticos promedio de Zapatoca | Parámetros climáticos promedio de Zapatoca | Parámetros climáticos promedio de Zapatoca | Parámetros climáticos promedio de Zapatoca | Parámetros climáticos promedio de Zapatoca |
| Mes                                                                                 | Ene.                                       | Feb.                                       | Mar.                                       | Abr.                                       | May.                                       | Jun.                                       | Jul.                                       | Ago.                                       | Sep.                                       | Oct.                                       | Nov.                                       | Dic.                                       | Anual                                      |
| ----------------------------------------------------------------------------------- | ------------------------------------------ | ------------------------------------------ | ------------------------------------------ | ------------------------------------------ | ------------------------------------------ | ------------------------------------------ | ------------------------------------------ | ------------------------------------------ | ------------------------------------------ | ------------------------------------------ | ------------------------------------------ | ------------------------------------------ | ------------------------------------------ |
| Temp. máx. media (°C)                                                               | 23.6                                       | 23.7                                       | 24.0                                       | 23.9                                       | 23.6                                       | 23.5                                       | 23.5                                       | 23.6                                       | 23.4                                       | 22.8                                       | 22.6                                       | 23.0                                       | 23.4                                       |
| Temp. media (°C)                                                                    | 18.2                                       | 18.5                                       | 18.8                                       | 19.0                                       | 18.9                                       | 18.9                                       | 18.7                                       | 18.8                                       | 18.6                                       | 18.3                                       | 18.3                                       | 18.3                                       | 18.6                                       |
| Temp. mín. media (°C)                                                               | 14.0                                       | 14.2                                       | 14.5                                       | 15.0                                       | 15.0                                       | 14.9                                       | 14.4                                       | 14.4                                       | 14.4                                       | 14.4                                       | 14.6                                       | 14.3                                       | 14.5                                       |
| Precipitación total (mm)                                                            | 28.7                                       | 45.4                                       | 67.0                                       | 141.9                                      | 166.6                                      | 106.0                                      | 103.3                                      | 121.5                                      | 157.5                                      | 177.9                                      | 111.0                                      | 50.7                                       | 1277.5                                     |
| Días de precipitaciones (≥ 1 mm)                                                    | 7                                          | 9                                          | 11                                         | 17                                         | 19                                         | 15                                         | 17                                         | 19                                         | 20                                         | 20                                         | 15                                         | 8                                          | 177                                        |
| Horas de sol                                                                        | 198                                        | 142                                        | 161                                        | 129                                        | 142                                        | 123                                        | 173                                        | 173                                        | 153                                        | 139                                        | 147                                        | 179                                        | 1859                                       |
| Humedad relativa (%)                                                                | 86                                         | 85                                         | 86                                         | 87                                         | 88                                         | 87                                         | 86                                         | 86                                         | 87                                         | 88                                         | 89                                         | 88                                         | 86.9                                       |
| Fuente: Instituto de Hidrología, Meteorología e Investigaciones Ambientales (IDEAM) |                                            |                                            |                                            |                                            |                                            |                                            |                                            |                                            |                                            |                                            |                                            |                                            |                                            |

### Hidrografía
El sistema hidrográfico se constituye en un elemento estructurante del territorio, en el área urbana como articulador del espacio público y en la zona rural, estructural del desarrollo rural a través de las cuencas y microcuencas y de malla ambiental con sus ríos y por su capacidad de posibilitar la vida, flora y fauna. El territorio de Zapatoca se considera una fuente con escasez del recurso agua. En su zona rural cuenta con nacimientos y afloramientos naturales de agua que sirven para el consumo y el desarrollo de las actividades de esta región. En el área urbana se integrará las corrientes de agua a la dinámica territorial mediante: la creación de parques ecológicos y la protección de las rondas de los ríos y quebradas. Dentro de los principales componentes del sistema hidrográfico se van a establecer los siguientes:
El cauce. Es la zona ocupada por la corriente de agua, su playa y su planicie de inundación. El límite de la planicie de inundación es lo que denomina “cota máxima de inundación” o cota del caudal de aguas máximas extraordinarias.
La ronda hídrica de manejo. Es la zona localizada a cada lado del cauce de ríos y quebradas, cuya extensión y uso depende del tipo de corriente sobre la cual este localizada y del tipo de suelo, si es urbano o rural. La ronda hídrica de manejo está conformada por:
Ronda hídrica de protección. Es la franja de 30 metros medida a partir del borde del cauce (de la cota máxima de inundación) que contribuyen al mantenimiento, protección y preservación ambiental del recurso hídrico. Son áreas no explotables con actividades extractivas, agrícolas, urbanas o industriales. Las que se encuentran dentro de las áreas urbanas sólo podrán ser utilizadas para usos forestales y recreativos. Igualmente, estas zonas no son edificables, ni urbanizables, ni son susceptibles de ser rellenadas, modificadas o trabajadas.
Zona de manejo del espacio público. Es la franja de 30 metros medida a partir del borde de la ronda hídrica de protección donde se estructurarán los paseos peatonales y ciclo peatonales permanentes del espacio público del Municipio de Zapatoca.

## Economía
En el sector económico en Zapatoca se puede mencionar la explotación de minas, particularmente de yeso, las fábricas de cigarro, café y chocolate. 
Por su calidad y delicioso sabor son ampliamente reconocidos a nivel nacional. Aquí el turista puede degustar las más sabrosas cocadas, dulces en una gran variedad, conservas, los cuales son elaborados con recetas que han venido de generación en generación; igualmente la industria del pan, que es uno de los renglones más fuertes de la economía zapatoca: bizcochuelos, mantecadas, tortas, galletas y el delicioso pan zapatoca son la mejor carta de presentación. También se producen exquisitos vinos, conservas, quesos y encurtidos de excelente calidad. Las hormigas culonas, en épocas de “cosecha” son un plato afrodisíaco para propios y extraños, que ha traspasado las fronteras y en la actualidad se pueden conseguir en los grandes almacenes en los Estados Unidos, Francia, Alemania, etc. Desafortunadamente los campesinos las han ido exterminando por lo que estos animalitos representan para las cosechas, sobre todo de arveja, frijol, maíz, ya que ellas construyen sus nidos sobre la base de productos vegetales.
El arte del pauche se ha convertido en la insignia de Zapatoca, porque se elaboran con él (el corazón del arboloco) bellas artesanías, como hormigas culonas, frutas y plantas ornamentales donde se puede apreciar la creatividad y destreza de sus mujeres.
Los bordados a mano representan una fuente de ingresos para muchas familias, ya que por sus excelentes acabados son adquiridos por fábricas de confecciones para ser vendidas en los mercados nacionales e internacionales. En la actualidad se está conformando una gran sociedad de bordadoras con la colaboración activa y desinteresada de la Cámara de Comercio de Bucaramanga para hacer de Zapatoca un gran centro en la industria de las confecciones y el bordado.

## Vías de comunicación
Terrestres:
Forman parte los corredores que conforman la red vial regional y nacional y que permiten la accesibilidad y conexión funcional interurbana del Municipio de Zapatoca. Entre ellas se encuentran:
Bucaramanga - San Vicente, Puente El Tablazo - Inspección de La Plazuela. Sector de la Plazuela, en un recorrido de aproximadamente de seis (6) Kilómetros.
Zapatoca - Río Sogamoso - Girón, en un recorrido de 58 kilómetros
Zapatoca - La Fuente- Galán, en un recorrido de 36 kilómetros
San Gil - Barichara - Galán - Zapatoca, en un recorrido de 73 kilómetros.
Aérea
Cuenta con una pista de aterrizaje con asfalto de 800 m (apenas para avionetas pequeñas) en las afueras del municipio por la vía a Galán, la cual casi no tiene uso.

## Lugares de interés
En el área urbana de Zapatoca se aprecian las iglesias de hace tres siglos, joyas arquitectónicas del arte colonial, el bosque de pinos, la tumba de Geo Von Lengerke, el amplio atrio de la Iglesia de San Joaquín, la sobria arquitectura de las casas que componen el contorno del parque principal y en general, el esmerado cuidado y embellecimiento de las casas más tradicionales de la ciudad. Así mismo, es de especial interés recorrer sus calles para encontrar lugares donde podrá observar la transformación del Pauche en verdaderas obras de arte, degustar las deliciosas cocadas y demás golosinas artesanales cargadas con la deliciosa tradición que las caracteriza.
En los alrededores encontramos como especial llamativo los siguientes lugares: 
- La Cueva del Nitro: Formación natural que era utilizada por los indios precolombinos como lugar de protección y santuario.
- Corregimiento de la Fuente, famosa por su arquitectura colonial y balnearios naturales
- Corregimiento la Plazuela, centro del gran embalse de Topocoro en Colombia
- La Hacienda de las Puentes: Famosa por los murales que plasmó el artista Segundo Agelvis, y que aún se conservan como testimonio de este gran artista.
- La Laguna del Sapo: Belleza y ecología en Santander.
- Pico de la Vieja: Pico de considerable altura que ofrece una panorámica incomparable de Santander.
- Cataratas la Unión: Caídas de agua que aún conservan el esplendor de la naturaleza.
- Quebrada la Lajita: Remanso de aguas que invitan a la reflexión ecológica.
- Caminos Lengerke: Testimonio de la tenacidad de la colonización en Santander.
- Polideportivo Municipal. Complejo deportivo de alta competitividad, construido en 1988
- Hacienda el Florito: Arquitectura que nos remite a un pasado cargado de prosperidad.
- Pozo del Ahogado: Un verdadero lugar de esparcimiento ecológico.
- Mirador Chicamocha: espectacular vista de pueblos, cañones, montañas y ríos de nuestro hermoso Santander.
- Pozo Chorreras: unas aguas cristalinas, que te van a sorprender.

## Emisoras
Zapatoca tiene una emisora en FM, dos en AM y una emisora virtual.
- Radio Zapatoca 1360 AM: Nueva emisora en los 1360 AM Antigua Radio Laser. que transmite con responsabilidad, alegría y dignidad, ¡Tu Mejor Compañía!.Programación variada y buen manejo de redes sociales. Se consolida como la emisora más escuchada por la población. radiozapatoca.com
- Radio Lenguerke: Emisora con programación variada en los 1420 AM La popular de Santander.
- Nitro Estereo: Emisora Cristiana de Zapatoca que emite en 103.2 FM: Emisora Comunitaria.
- La Z Radio Aguilar: Una emisora Virtual que emite  programación variada y algunos programas participativos en http://www.lazradio.com.co.